# Wolfgang Meyer-Hesemann

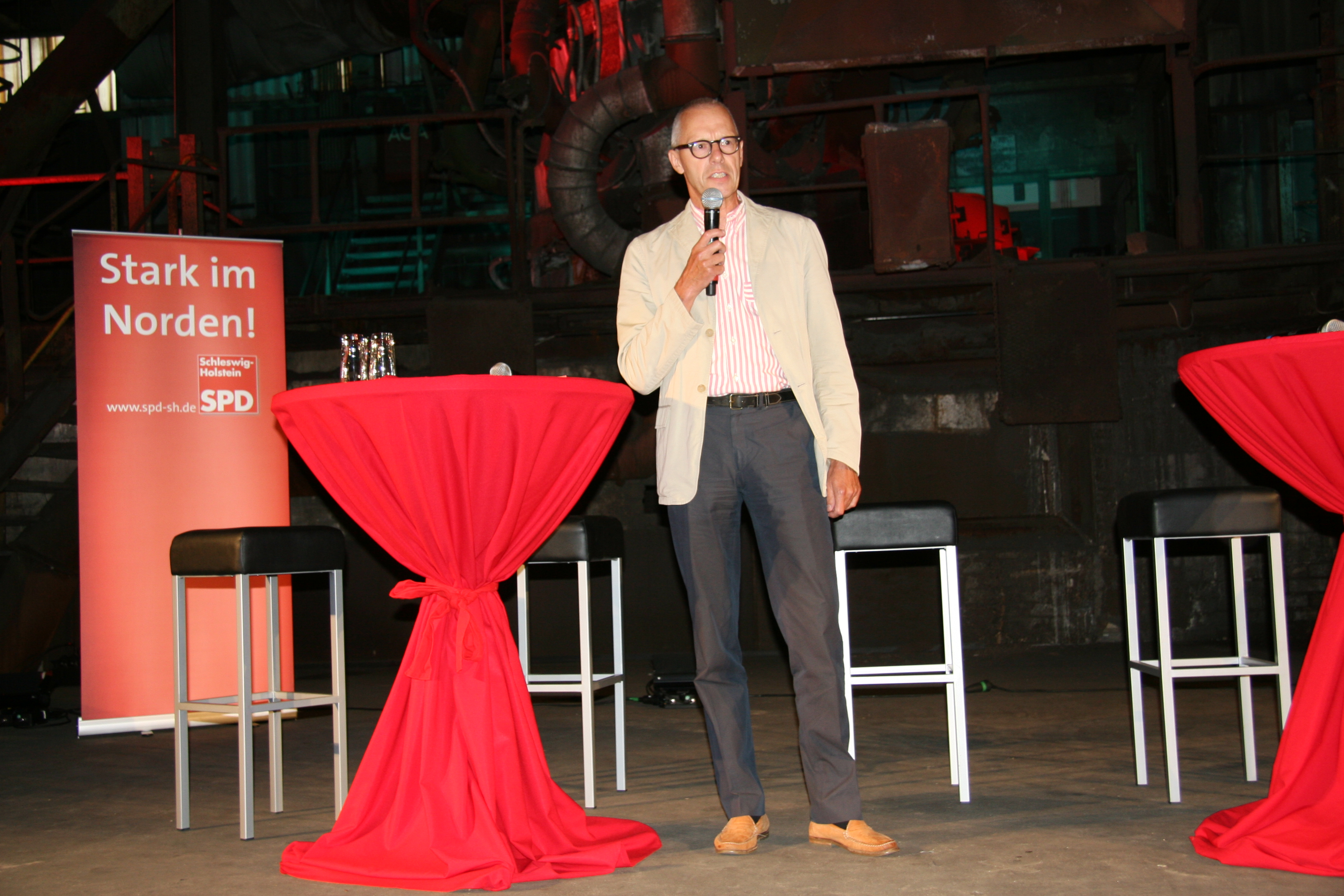
Wolfgang Meyer-Hesemann (2011)

Wolfgang Meyer-Hesemann (* 20. Oktober 1952 in Quakenbrück) ist ein deutscher Politiker und Fotograf. Er war von 2005 bis 2009 Staatssekretär im schleswig-holsteinischen Ministerium für Bildung und Frauen und bereits zuvor Staatssekretär in Nordrhein-Westfalen und Schleswig-Holstein. Seit Anfang 2011 ist er als Nachfolger von Björn Engholm Vorsitzender des Kulturforums Schleswig-Holstein e. V und arbeitet als freier Fotograf.

## Leben
Nach dem Studium der Rechtswissenschaften und der Promotion war Meyer-Hesemann als Richter am Verwaltungsgericht Münster tätig. 1984 trat er in die Verwaltung des Landes Nordrhein-Westfalen ein und war ab 1989 Büroleiter des damaligen Chefs der Staatskanzlei Wolfgang Clement. Von 1993 bis 1995 vertrat er den Ministerpräsidenten und späteren Bundespräsidenten Johannes Rau als Persönlicher Beauftragter in der Bildungskommission NRW „Zukunft der Bildung - Schule der Zukunft“, um im Anschluss Abteilungsleiter im Ministerium für Schule und Weiterbildung zu werden. Diese Funktion nahm er bis zu seiner Ernennung zum Staatssekretär im Jahr 1998 wahr.
Meyer-Hesemann ist verheiratet und hat eine Tochter.

## Staatssekretär
Ab 1998 war Meyer-Hesemann Staatssekretär im nordrhein-westfälischen Ministerium für Schule und Weiterbildung, Wissenschaft und Forschung und ab 2002 im Ministerium für Schule, Jugend und Kinder. Im März 2003 wechselte er nach Schleswig-Holstein und wurde dort Staatssekretär für Schule und Kinder im Ministerium für Bildung, Wissenschaft, Forschung und Kultur. Nach der Abwahl der rot-grünen Landesregierung unter Heide Simonis (SPD) und der Bildung der CDU-SPD-Regierung unter Peter Harry Carstensen (CDU) mit verändertem Ressortzuschnitt wurde Meyer-Hesemann im April 2005 Staatssekretär des Ministeriums für Bildung und Frauen.
Im Zuge des Bruchs der Großen Koalition im Juli 2009 wurden am 20. Juli 2009 zunächst alle SPD-Minister aus ihren Ämtern entlassen. Am 23. Juli 2009 wurde auch Meyer-Hesemann und allen anderen Staatssekretären in vormals SPD-geführten Ministerien das gleiche Schicksal zuteil, sie wurden in den einstweiligen Ruhestand versetzt.
Seit 2011 hat Wolfgang Meyer-Hesemann von Björn Engholm den Vorsitz des Kulturforum Schleswig-Holstein e.V. übernommen. Er arbeitet nun als freier Fotograf.

## Quelle
- Lebenslauf von Wolfgang Meyer-Hesemann auf den Seiten des Schleswig-Holsteinischen Ministeriums für Bildung und Frauen, abgerufen am 20. Juli 2009.